# Naomi Klein
Naomi Klein (født 8. maj 1970 i Montreal, Quebec, Canada) er en canadisk journalist, forfatter, universitetslektor og aktivist. Hun er kendt for sine politiske analyser af globaliseringen, sin kritik af neoliberalisme og sin klimaaktivisme. Bogen No Logo fra 2000 blev et manifest for alterglobaliseringsbevægelsen. Chokdoktrinen fra 2007 er en historisk redegørelse for konsekvenserne af en neoliberal politik, der ifølge hende viser citat: "katastrofekapitalismens opkomst". Efter 2010 har Klein især koncentreret sig om klimaændringer i bøger som Intet bliver som før : kapitalisme vs. klima fra 2014 og Det brænder : nødvendigheden af en Green New Deal fra 2021. Hun er lektor i klimaretfærdighed på University of British Columbia. 

## Baggrund og tidlig karriere
Naomi Klein er vokset op i en jødisk familie med en historie karakteriseret ved venstreorienteret aktivisme. Hendes forældre flyttede til Montreal i Canada fra USA i 1967, da de var modstandere af Vietnam-krigen. Hendes moder, dokumentarfilm-skaberen Bonnie Sherr Klein, er bedst kendt for sin anti-pornografifilm Not a Love Story. Hendes fader, Michael Klein, er læge og og medlem af foreningen Physicians for Social Responsibility (PSR). Hendes broder, Seth Klein, er forfatter og tidligere leder af British Columbia-afdelingen af Canadian Centre for Policy Alternatives.
Hendes bedsteforældre på fædrene side var kommunister, som vendte sig mod Sovjetunionen efter Molotov-Ribbentrop-pagten, og de opgav kommunismen helt i 1956. I 1942 blev hendes bedstefar, Phil Klein, som var animator hos Disney, fyret på grund af sin rolle som agitator under Disney-animatorernes strejke i 1941, og han fik i stedet arbejde på et skibsværft. Kleins far voksede op omgivet af ideer om social retfærdighed og racelighed, men han fandt det "besværligt og skræmmende at være barn af kommunister".
Kleins mand, Avi Lewis, kommer fra et tilsvarende venstreorienteret miljø. Han er TV-journalist og dokumentarfilmskaber. Hans forældre er skribenten og aktivisten Michele Landsberg og politikeren og diplomaten Stephen Lewis, søn af David Lewis, en af stifterne bag Canadian New Democratic Party. David Lewis far hed Moishe Lewis, født Losz, og var aktivist i den jødiske arbejderbevægelse Bund. Han emigrerede fra Østeuropa til  Canada i 1921.
Klein og hendes mand bor i British Columbia.
Hendes karriere som skribent begyndte med bidrag til The Varsity, et studenterblad på University of Toronto, som hun senere blev redaktør for. Klein beretter, at skolemassakren på École Polytechnique i Montreal i 1989 gjorde hende til feminist. Ved skoleskyderiet dræbte den 25-årige erklærede antifeminist Marc Lépine 14 kvinder. Naomi Klein er udover sit forfatterskab også klummeskribent ved det amerikanske tidsskrift The Nation samt ved In These Times, The Globe and Mail, This Magazine og The Guardian. Hun har siden 2000 vundet mange priser for sine bøger. Indtil 2021 havde hun fået 7 oversat til dansk. 

## Kritik af Irak-krigen
I september 2004-udgaven af Harper's Magazine argumenterede hun i artiklen Baghdad Year Zero for at Bush-regeringen havde en plan for, hvad der skulle ske i Irak efter invasionen. Planen var at bygge en markedsøkonomi fuldstændig uden nogen restriktioner. Hun beskriver planer, som tillader udlændinge at trække værdier ud af Irak, og metoderne som blev brugt desangående. Filmen War, Inc. fra 2008 var delvis inspireret af denne artikel.

## Boykot Israel-kampagnen
Den 7. januar 2009, midt under Krigen i Gaza 2008-09, tog Naomi Klein initiativ til en Boykot Israel-kampagne. Under et besøg på Vestbredden den 26. juni 2009 forklarede hun nærmere om initiativet:
| Citat                       | "Det er en boykot af israelske institutioner, det er en boykot af den israelske økonomi. Boykot er en taktik....vi forsøger at skabe en dynamik, den samme dynamik som til sidst gjorde en ende på Apartheid i Sydafrika. Det er en yderst vigtig del af Israels identitet at være i stand til at fastholde illusionen om vestlig normalitet. Når den trues, når rock-koncerterne ikke længere kommer, når symfoniorkestrene ikke kommer, når en film, som du virkelig ønsker at se, ikke vises på Jerusalems filmfestival...så begynder det at true selve ideen om, hvad den israelske stat er. | Citat |
| Naoimi Klein, 26. juni 2009 | |       |

## Chokdoktrinen
Naomi Klein udgav i 2007 sin tredje bog, Chokdoktrinen, med undertitlen Katastrofekapitalismens opkomst. Bogen hævder, at katastrofer, natur- eller menneskeskabte, udnyttes af erhvervsfolk i alliance med neoliberale økonomer og politikere til at gennemføre upopulære privatiseringer, dereguleringer af markedet og nedskæringer i offentlige ydelser. Dette med store omfordelinger af penge til den økonomiske elite som resultat, fx ved at bortauktionere offentlige virksomheder til brøkdele af deres værdi, mens katastrofen eller samfundsomvæltningen stadig har befolkningen i et chok. Bogen følger denne tendens gennem en række historiske redegørelser, der løber over 40 år, i steder som Chile under Pinochet, Argentina og Bolivia, omvæltningerne i Rusland under Jeltsin, Kinas omstilling til en kapitalistisk økonomi, Storbritannien under Thatcher og Falklandskrigen, New Orleans efter orkanen Katrina og Baghdads "grønne frimarkedszone" under Irakkrigen. Bogen indeholder i den engelske udgave 74 sider med kildehenvisninger, der alle kan læses og undersøges nærmere på bogens hjemmeside.

### Kritik
Visse af de økonomer, der var associeret med de katastrofekapitalistiske institutioner, som Naomi Klein har udstillet, gav hendes bog Chokdoktrinen negative anmeldelser. Joseph Stiglitz, nobelpristager og tidligere formand for Verdensbanken – en af de institutioner Klein beskylder – kaldte i New York Times bogen "overdramatisk og ikke overbevisende", men skrev også, at "argumenterne mod denne politik er endnu stærkere, end dem som Klein fremlægger." Tyler Cowen, en økonom af bogens omtalte Chicagoskole, kaldte bogen for "en sand økonomisk katastrofe". John Williams kaldte i Financial Times bogen for "et dybt fejlbehæftet værk, som mikser forskellige separate fænomener sammen for at skabe et fascinerende – men i sidste ende uærligt – argument." Dennis Nørmark skrev i Jyllands-Posten: "Hullerne, overfortolkningerne, overdrivelserne, de halve sandheder og den meget ideologisk motiverede konklusion ændrer ikke ved, at Naomi Kleins bog er journalistik i den absolutte superliga." Naomi Klein har samlet flere af økonomernes responser på sin hjemmeside . Først et år efter udgivelsen, hvor der i mellemtiden havde været tavst, svarede nogle af de ideologiske hovedaktører som Klein kritiserer i bogen, primært frimarkedsideologiske tænketanke i USA som The Cato Institute. Naomi Klein svarer på kritikken på hendes hjemmeside.

## Doppelganger
I 2023 udkom bogen Doppelganger : a trip into the mirrorworld, som adskiller sig væsentligt fra Kleins tidligere bøger, da den er delvist selvbiografisk, essayistisk og inspireret af Freuds psykoanalyse og skønlitteratur, ikke mindst Philip Roths roman Operation Shylock : en tilståelse. Bogen er skrevet under Coronapandemien, hvor Klein tilbragte meget tid online og undersøgte konspirationsteorier, dynamikker i sociale medier, vaccineskepsis og politiske influencere omkring Donald Trump. Den første idé til bogens tema kom, da hun fandt ud af, at hun ofte blev kritiseret på Twitter, fordi brugerne forvekslede hende med Naomi Wolf, som tidligere har været meget aktiv i forhold til nogle af de samme politiske spørgsmål som Klein, men siden 2019 har bevæget sig til højre politisk. Klein oplevede, at hun havde fået en dobbeltgænger. Bogen udkom i 2025 i dansk oversættelse. 

### Bøger oversat til dansk
- Klein, Naomi (2001). No logo : mærkerne, magten, modstanden (1. udgave). Århus: Klim. ISBN 87-7955-116-5.
- Klein, Naomi (2003). Hegn og led : depecher fra globaliseringsdebattens frontlinjer (1. udgave). Århus: Klim. ISBN 87-7955-181-5.
- Klein, Naomi (2008). Chokdoktrinen : katastrofekapitalismens opkomst (1. udgave). Århus: Klim. ISBN 978-87-7955-610-2.
- Klein, Naomi (2014). Intet bliver som før : kapitalisme vs. klima. Steen Fiil (trans.) (1. udgave). Århus: Klim. ISBN 978-87-7129-479-8.
- Klein, Naomi (2017). Nej er ikke nok : modstand mod Trump & højrepopulismens chokpolitik. Steen Fiil (trans.) (1. udgave). Århus: Klim. ISBN 978-87-7204-074-5.
- Klein, Naomi; Stefoff, Rebecca (2021). Sådan ændrer vi alt : så intet bliver som før. Ninna Brenøe (trans.) (1. udgave). Århus: Klim. ISBN 978-87-7204-654-9.
- Klein, Naomi (2021). Det brænder : nødvendigheden af en Green New Deal. Ninna Brenøe (trans.) (1. udgave). Århus: Klim. ISBN 978-87-7204-530-6.
- Klein, Naomi (2025). Dobbeltgænger : en rejse ind i spejlverdenen. Heidi Laura (overs.) (1. udgave). Kbh.: Gad. ISBN 978-87-12-80071-2.

### Kapitler
- — (oktober 2003). "Rescuing Private Lynch, Forgetting Rachel Corrie".  I Kushner, Tony; Solomon, Alisa (red.). Wrestling with Zion: Progressive Jewish-American Responses to the Israeli-Palestinian Conflict. New York City: Grove Press. s. 69–71. ISBN 978-0-8021-4015-9.
- — (17. november 2009). "Capitalism, Sarah Palin–Style".  I Kim, Richard; Reed, Betsy (red.). Going Rouge: Sarah Palin, An American Nightmare. OR Books. ISBN 978-0-9842950-0-5.

### Artikler
- — (10. juli 2015). "A radical Vatican?". The New Yorker. New York City.
- — (september 2004). "Baghdad year zero: Pillaging Iraq in pursuit of a neocon utopia". Harper's Magazine. New York City: 43-53. ISSN 0017-789X.
- — (28. november 2011). "Capitalism vs. the Climate: What the right gets — and the left doesn't — about the revolutionary power of climate change". The Nation. New York City. ISSN 0027-8378.
- — (29. oktober 2013). "How science is telling us all to revolt". New Statesman.
- — (9. november 2016). "It was the Democrats' embrace of neoliberalism that won it for Trump". The Guardian. Kings Place, London. ISSN 0261-3077.
- — (3. juli 2017). "Daring to Dream in the Age of Trump – Resistance is necessary, but it's not enough to win the world we need". The Nation. New York City. ISSN 0027-8378. Arkiveret fra originalen 22. januar 2020. Hentet 14. juni 2017.
- — (3. august 2018). "Capitalism Killed Our Climate Momentum, Not, "Human Nature"". The Intercept.

### Filmografi
- The Corporation (2003) (interviewer)
- The Take (2004) (forfatter)
- The Shock Doctrine (2009) (writer)
- Catastroika (2012) (medvirkende)
- This Changes Everything (2015)